# Ganderkesee
Ganderkesee är en kommun och ort i Landkreis Oldenburg i förbundslandet Niedersachsen i Tyskland.